# Els invasors (pel·lícula)
Els invasors (títol original: The Long Ships) és una pel·lícula anglo-iugoslava dirigida per Jack Cardiff i estrenada el 1964. Ha estat doblada al català.

## Argument[2]
A l'edat mitjana, la llegendària «Mare de les Veus», una campana que seria tota d'or pur i gegantí, és l'aposta d'una carrera entre els Vikings guiats per Rolfe i Orm i els musulmans dirigits per Ali Mansu. Aquesta caça del tresor provocarà enfrontaments més enllà dels vastos mars...

## Repartiment
- Richard Widmark: Rolfe
- Sidney Poitier: Ali Mansu
- Russ Tamblyn: Orm
- Rosanna Schiaffino: Amina
- Oskar Homolka: Krok
- Edward Judd: Sven
- Lionel Jeffries: Aziz
- Beba Loncar: Gerda
- Colin Blakely: Rhykka
- Paul Stassino: Raschild

## Premis i nominacions
Nominacions
- 1965: BAFTA al millor vestuari per Anthony Mendleson